# Куп домаћих нација 1885.
Куп домаћих нација 1885. (службени назив: 1885 Home Nations Championship) је било 3. издање овог најелитнијег репрезентативног рагби такмичења Старог континента.
Такмичење није завршено због лошег времена.

## Такмичење
Велс - Енглеска 1-4
Шкотска - Велс 0-0
Енглеска - Ирска 2-1
Ирска - Шкотска 0-1

## Табела
|   | Селекција                     | ИГ | Д | Н | И | Б  |  |
| - | ----------------------------- | -- | - | - | - | -- |  |
| 1 | Рагби репрезентација Енглеске | 2  | 2 | 0 | 0 | 4  |  |
| 2 | Рагби репрезентација Шкотске  | 2  | 1 | 1 | 0 | 3  |  |
| 3 | Рагби репрезентација Велса    | 2  | 0 | 1 | 1 | 01 |  |
| 4 | Рагби репрезентација Ирске    | 2  | 0 | 0 | 2 | 0  |  |